# Paphiopedilum hirsutissimum
Paphiopedilum hirsutissimum es una especie  de la familia de las orquídeas. 

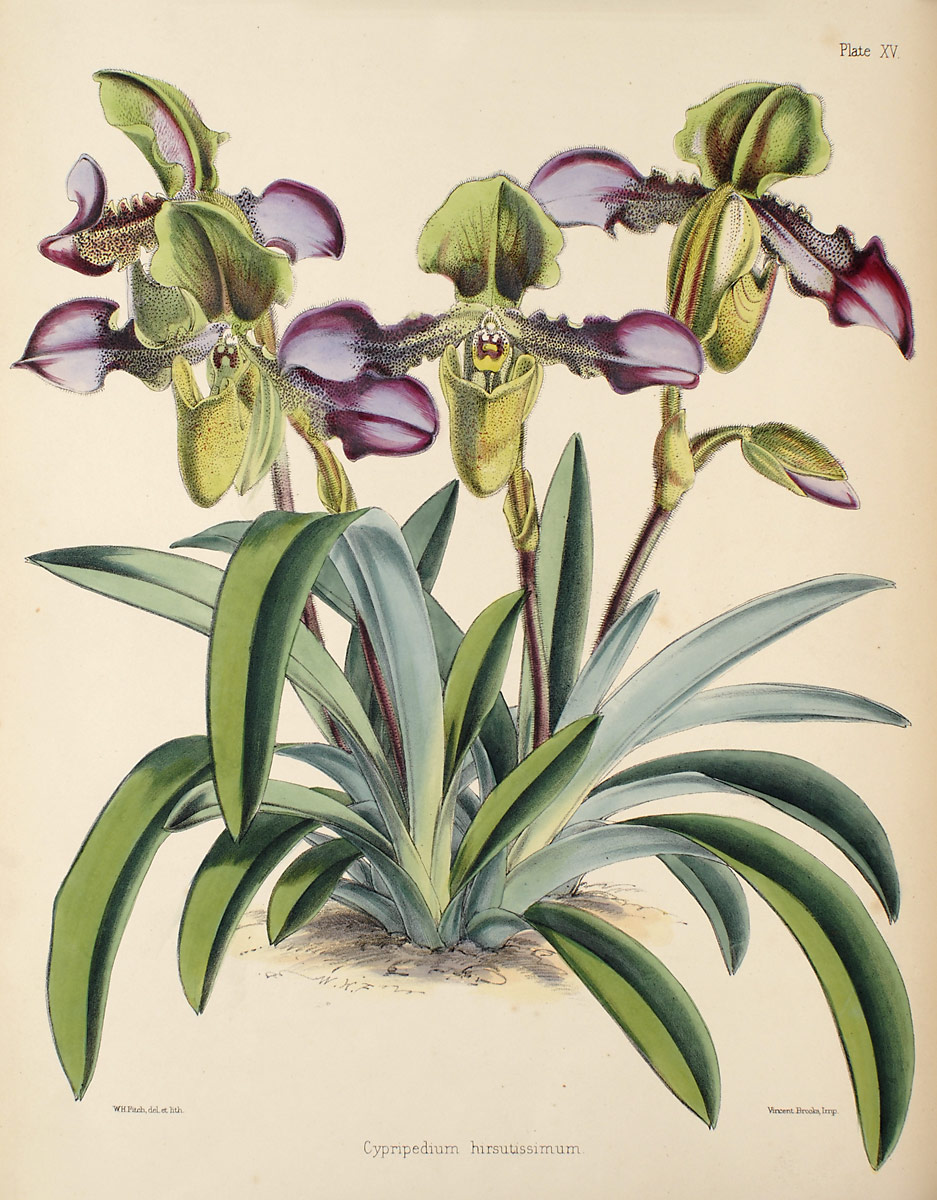
Ilustración

## Descripción
Es una orquídea de tamaño medio. Con hábitos terrestre o litófita tiene de 5 a 7 hojas, dísticas, linear-oblongas a linear-liguladas, obtusas con el ápice oblicuamente bilobulado,  de color verde claro con manchas púrpura debajo. Florece en la primavera con una inflorescencia de 30 cm de largo, que es de color verde oscuro y tiene pelos púrpura y una bráctea floral elíptica que es 1/4 de la longitud del ovario.

## Distribución y hábitat
Se encuentran en el noreste de India y Birmania y en el norte de Tailandia, Laos y Vietnam, así como el suroeste de China, a altitudes de 700 a 1800 metros en las bolsas de hojarasca en las horquillas o en la base de los árboles o en el acantilado de piedra caliza escarpado en grietas estrechas.

## Taxonomía
Paphiopedilum hirsutissimum fue descrita por (Lindl. ex Hook.) Stein y publicado en Orchideenbuch 470. 1892.
Etimología
El nombre del género viene de « Cypris», Venus, y de "pedilon" = "zapato" ó "zapatilla" en referencia a su labelo inflado en forma de zapatilla.
hirsutissimum; epíteto latino que significa "muy peludo".
Variedades
- Paphiopedilum hirsutissimum var. chiwuanum (China - Yunnan Hemicr.
- Paphiopedilum hirsutissimum var. esquirolei (China - Yunnan, Guizhou, Guangxi a norte y este Indochina)
- Paphiopedilum hirsutissimum var. hirsutissimum (Assam a Birmania). Hemicr.

Sinonimia
- Cordula hirsutissima [Lindl. ex Hook. f.] Rolfe 1912;
- Cypripedium hirsutissimum Lindl. ex Hook. f. 1857
- Paphiopedilum chiwuanum Tang & F.T.Wang 1951
- Paphiopedilum esquirolei var. chiwuanum (Tang & F.T.Wang) Braem & Chiron 2003;
- Paphiopedilum hirsutissimum var. chiwuanum (Tang & F.T.Wang) P.J.Cribb 1987[4][5][1]